# Отворено првенство Словеније у тенису
Отворено првенство Словеније у тенису или према главном спонзору „Копарска банка Словенија опен“ (словен. Banka Koper Slovenia Open) је професионални тениски турнир IV категорије са ВТА листе тениских турнира. Одржава се у Порторожу Словенија а организатор му је Тениски савез Словеније.
Турнир се одржавао сваке године у септембру месецу на теренима спортског центра у Порторожу капацитета 1600 места. Игра се на отвореном, на тврдој подлози у две категорије, појединачно (32 такмичарке) и у игри парова (16 парова).
Наградни фонд турнира износи 145.000 $.
Следећа табела даје преглед награда и рејтинг бодова који се могу добити на овом турниру.
| Пласман              | новчана награда $ | рејтинг бодови | новчана награда $ | рејтинг бодови |
| Пласман              | појединачно       | појединачно    | у игри парова     |                |
| победник             | 22.900            | 95             | 6.750             | 95             |
| финалиста            | 12.345            | 67             | 3.640             | 67             |
| полуфуналисти        | 6.650             | 43             | 1.960             | 43             |
| четвртфиналисти      | 3.580             | 24             | 1.050             | 24             |
| 2. коло              | 1.925             | 12             | -                 | -              |
| 1. коло              | 1.035             | 1              | 565               | 1              |
| победник кв. 3. коло | 555               | 5,5            | 0                 | 6,25           |
| поражена кв. 3. коло | 555               | 3,5            | -                 | -              |
| Квал. 2. коло        | 300               | 2              | -                 | -              |
| Квал. 1. коло        | 175               | 1              | -                 | -              |

Године 2008 термин играња турнира се помера унапред и игра се у јулу месецу, а 2009. после реорганизације такмичења и новог рангирања ВТА турнира, турнир уместо дотадашње IV категорије постаје Међународни са наградним фондом од 220.000 долара. Самим тим повећане су награде, као и рејтинг бодова који се могу добити на овом турниру. То сада изгледа овако:
| Пласман              | новчана награда $ | рејтинг бодови | новчана награда $ | рејтинг бодови |
| Пласман              | појединачно       | појединачно    | у игри парова     |                |
| победник             | 37.000            | 280            | 11.000            | 280            |
| финалиста            | 19.000            | 200            | 5.750             | 200            |
| полуфуналисти        | 10.200            | 130            | 3.100             | 130            |
| четвртфиналисти      | 5.340             | 70             | 1.650             | 70             |
| 2. коло              | 2.950             | 30             | -                 | -              |
| 1. коло              | 1.725             | 1              | 860               | 1              |
| победник кв. 3. коло | -                 | 16             | -                 | 16             |
| поражена кв. 3. коло | 860               | 10             | -                 | -              |
| Квал. 2. коло        | 460               | 6              | -                 | -              |
| Квал. 1. коло        | 265               | 1              | -                 | -              |

Први турнир је одржан 2005, а прва победница је била Клара Коукалова из Чешке Републике.

## Резултати

### Појединачно
|    | Година | Победник                  | Финалиста                     | Резултат         |
| 1. | 2005   | Клара Коукалова Чешка     | Катарина Среботник Словенија  | 6–2, 4–6, 6–3    |
| 2. | 2006   | Тамира Пасек Аустрија     | Марија Елена Камерин Италија  | 7–5, 6–1         |
| 3. | 2007   | Татјана Головин Француска | Катарина Среботник Словенија  | 2–6, 6–4, 6–4    |
| 4. | 2008   | Сара Ерани Италија        | Анабел Медина Гаригес Шпанија | 6–3, 6–3         |
| 5. | 2009   | Динара Сафина Русија      | Сара Ерани Италија            | 6–7(5), 6–1, 7–5 |
| 5. | 2010   | Ана Чакветадзе Русија     | Јохана Ларсон Шведска         | 6–1, 6–2         |

### Парови
|    | Година | Победник                                                | Финалиста                                               | Резултат       |
| 1. | 2005   | Анабел Медина Гаригес Шпанија · Роберта Винчи Италија   | Јелена Костанић Хрватска · Катарина Среботник Словенија | 6–4, 5–7, 6–2  |
| 2. | 2006   | Луција Храдецка · Рената Ворачова Чешка                 | Ева Бирнерова Чешка · Емил Лоа Француска                | предаја        |
| 3. | 2007   | Луција Храдецка · Рената Ворачова Чешка                 | Андреја Клепач Словенија · Јелена Лиховцева Русија      | 5-7, 6–4, 10–7 |
| 4. | 2008   | Анабел Медина Гаригес · Вирхинија Руано Паскуал Шпанија | Вера Душевина · Јекатерина Макарова Русија              | 6–4, 6–1       |
| 5. | 2009   | Јулија Гергес Немачка · Владимира Ухлиржова Чешка       | Камиј Пен Француска · Клара Закопалова Чешка            | 6–4, 6–2       |
| 5. | 2010   | Марија Кондратјева Русија · Владимира Ухлиржова Чешка   | Ана Чакветадзе Русија · Марина Ераковић Нови Зеланд     | 6–4, 2–6, 10–7 |

## Спољањље везе
- (језик: енглески) Турнир на сајту ВТА
- Званична презентација